# 71 pr. n. št.
71 pr. n. št. je bilo leto predjulijanskega rimskega koledarja.
Oznaka 71 pr. Kr. oz. 71 AC (Ante Christum, »pred Kristusom«), zdaj posodobljeno v 71 pr. n. št., se uporablja od srednjega veka, ko se je uveljavilo številčenje po sistemu Anno Domini.

## Dogodki
- konzula Pompej in Kras zadušita Spartakov upor.